# Doug McDermott

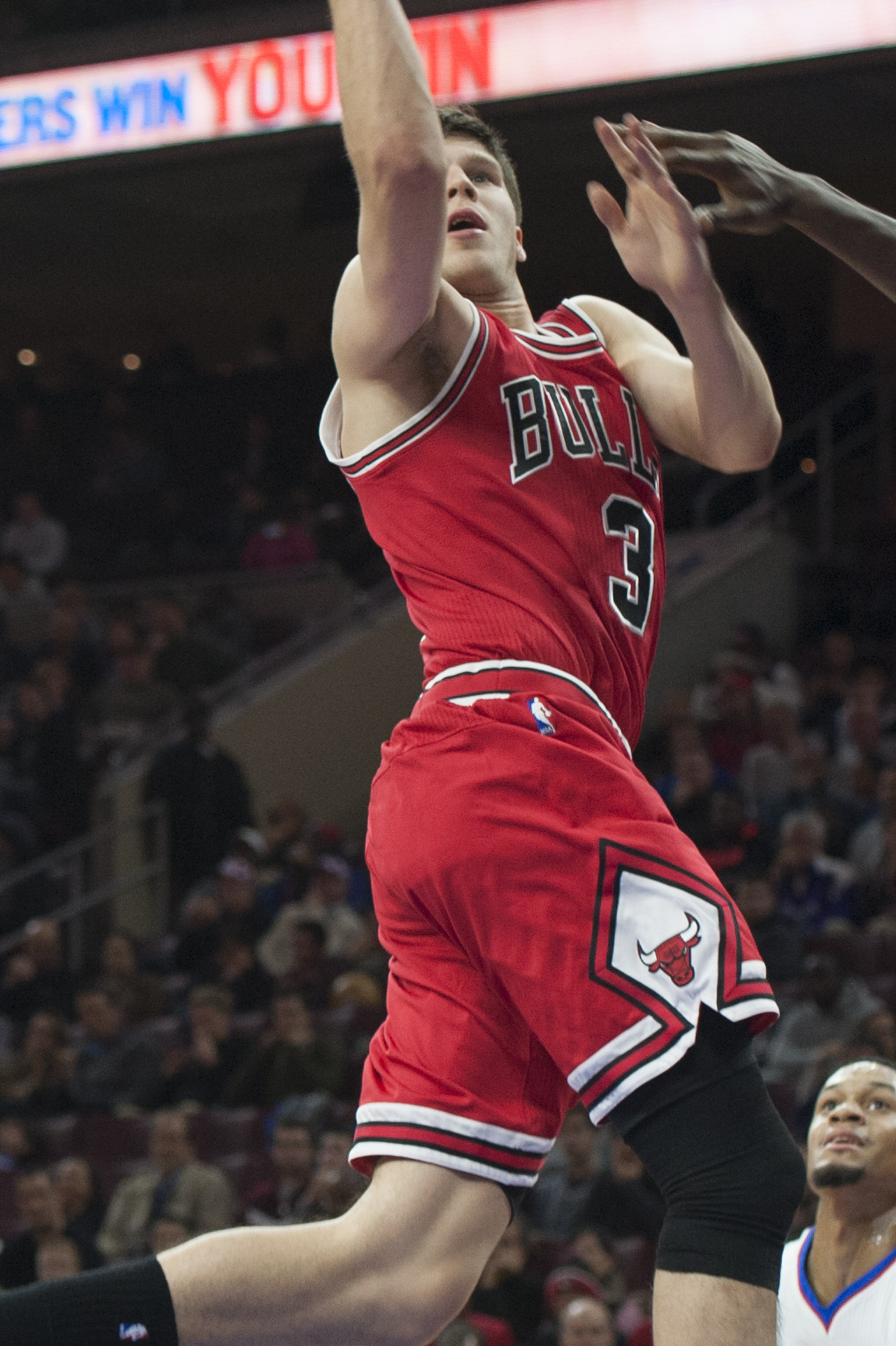
Doug McDermott, 2014.

Douglas Richard "Doug" McDermott, född 3 januari 1992 i Grand Forks i North Dakota, är en amerikansk professionell basketspelare (SF/PF) som spelar för Sacramento Kings i National Basketball Association (NBA). Han har tidigare spelat för Chicago Bulls, Oklahoma City Thunder, New York Knicks, Dallas Mavericks, Indiana Pacers och San Antonio Spurs.
McDermott draftades av Denver Nuggets i första rundan i 2014 års draft som elfte spelare totalt.
Innan han blev proffs studerade McDermott vid Creighton University och spelade för deras idrottsförening Creighton Bluejays.